# Hind Ben Abdelkader
Hind Ben Abdelkader (ur. 21 lipca 1995 w Brukseli) – belgijska koszykarka występująca na pozycji rozgrywającej, obecnie zawodniczka Hatay Buyuksehir.
17 maja 2016 została zawodniczką Wisły Can-Pack Kraków.
19 marca 2019 podpisała umowę z Chicago Sky.

## Osiągnięcia
Stan na 30 czerwca 2019, na podstawie, o ile nie zaznaczono inaczej.

### NCAA
- Uczestniczka NCAA Final Four (2014)

### Drużynowe
- Mistrzyni Belgii (2010, 2011)
- Wicemistrzyni Polski (2017)[6]
- Zdobywczyni:
  - superpucharu Turcji (2018)[7]
  - pucharu Polski (2017)[8]
- Finalistka pucharu Turcji (2018)[9]

### Indywidualne
(* – nagrody przyznane przez portal przez eurobasket.com)
- MVP pucharu Polski (2017)[8]
- Wicemistrzyni konkursu Skills Challenge podczas mistrzostw świata FIBA 3x3 (2014)
- Najlepsza zawodniczka*:
  - krajowa ligi belgijskiej (2013)
  - występująca na pozycji obrońcy ligi belgijskiej (2013)
- Zaliczona do*:
  - I składu ligi belgijskiej (2013)
  - II składu ligi tureckiej (2018)[9]
  - składu najlepszych zawodniczek krajowych ligi belgijskiej (2013)

### Reprezentacja
Drużynowe
- Mistrzyni olimpijskiego festiwalu młodzieży Europy (2011)
- Wicemistrzyni Europy U–16 (2011)
- Brązowa medalistka mistrzostw świata FIBA 3x3 (2014)
- Uczestniczka:
  - eliminacji do Eurobasketu (2016/17)
  - igrzysk europejskich w koszykówce 3x3 (2015)
  - mistrzostw:
    - świata U–17 (2010 – 4. miejsce, 2012 – 7. miejsce)
    - Europy:
      - U–20 (2015 – 11. miejsce)
      - U–18 (2012 – 15. miejsce)
      - U–16 (2010 – 8. miejsce, 2011)

Indywidualne
- MVP mistrzostw Europy U–16 (2011)
- Najlepsza zawodniczka występująca na pozycji obrońcy mistrzostw Europy U–16 (2011)
- Zaliczona do:
  - I składu mistrzostw Europy U–16 (2011)
  - II składu mistrzostw:
    - Europy U–18 (2012 przez eurobasket.com)
    - świata U–17 (2012 przez eurobasket.com)
- Liderka strzelczyń mistrzostw:
  - świata U–17 (2012)
  - Europy U–20 (2015)